# Nash (banda)
Nash fue un grupo representativo de la segunda generación del rock colombiano, formado en la ciudad de Medellín y cuya línea musical se identificó con el hard rock y el heavy metal.

## Historia
El origen de Nash se encuentra en Sobredosis, un grupo de rock formado en el año de 1974 influenciado por las bandas británicas y americanas de hard rock del momento como Mott the Hoople, Deep Purple, Titanic, Bad Company, Alice Cooper, Uriah Heep, Rush, Black Sabbath, Angel e interpretaban sus mejores canciones y que gozó de gran popularidad en la escena roquera de Medellín. Luego de su disolución en 1978, los hermanos Henao forman a Complot, la primera banda de Punk Rock en Colombia y Víctor García al lado de destacados músicos de la ciudad de Medellín, forman a NASH banda donde se reflejaba la influencia del sonido de grupos como AC/DC, Rush y Journey. El reconocimiento alcanzado en su ciudad permitió que en 1981 Nash alternara en el concierto que realizó en el Teatro Tropicana la banda argentina Plus.
A pesar de las limitaciones técnicas y de difusión que sufrió por esos años el rock en Colombia, el grupo grabó entre 1982 y 1983 dos supersencillos que incluían covers de Uriah Heep y Steve Perry, con el propósito de darle mayor difusión radial a su trabajo. Esta estrategia permitió que sus grabaciones se difundieran entre la comunidad Roquera de todo el país e incluso en círculos undergruond de países como España.
El éxito radial del primer trabajo discográfico le permitió a la banda escalar rápidamente en popularidad al punto de batir el récord de asistencia en su primer concierto masivo en la ciudad de Medellín, al congregar más de 13 000 espectadores en la Plaza de Toros la Macarena, que contaba con una capacidad máxima de 10.000, a finales del año1982.
Nash se presentó en las más importantes ciudades del del país como Pasto, Cali, Manizales, Pereira, la isla de San Andrés y Bogotá, donde también aparecieron en espacios musicales de televisión como Fama, Espectaculares Jes y Domingos Latinoamericanos.
Luego de un receso, el grupo se rearmó en 1986, alternando en la primera presentación de Soda Stereo en Medellín y presentando al año siguiente un álbum con temas propios.
Al iniciar los años 90, Víctor García se convirtió en productor de algunos nacientes grupos de la escena roquera  de Medellín como Kraken, Ekhymosis, Bajo Tierra y Estados Alterados.

## Integrantes
Víctor García (voz y teclados) fue el líder de Nash. Entre 1980 y 1986 se le unieron Gustavo Corrales (guitarra), Sigifredo Álvarez (bajo) y Hernán Cruz (batería).
Durante la etapa final del grupo (1986-1987), se vincularon Luis Fernando Ochoa (guitarra) John Jairo Álvarez (batería) y Juan Fernando Vélez (bajo).

## Discografía
- Nash (EP). Discos Victoria, 1982
- Nash 2 (EP). Discos Victoria, 1983
- Nash. Discos Victoria, 1987